# Мали свет
Мали свет је српски филм снимљен 2003. године који је режирао Милош Радовић. Главне улоге играју Мики Манојловић, Лазар Ристовски, Богдан Диклић и Бранко Ђурић Ђуро.

## Радња
Филм прати причу о неколико неизвесних људских судбина.
Оги је дечак који се могао родити, али је у битним тренуцима судбина промијенила његов ток живота. Из почетка га родитељи нису желели, а касније, када су га желели, нису га могли имати. Стога нам "фиктивни" Оги прича своју тужну причу кроз један обичан дан својих несуђених родитеља. У причу се стицајем чудних околности укључују и два полицајца, ситни лопов , посластичарка и многи други.
Једног петка, баш као и сваког другог, један лекар доноси одлуку да се убије, два полицајца бирају погрешан пут, осумњичени мисли да га никад неће ухватити, посластичарка, жена осумњиченог уме једино да воли, једино беба која треба да се роди зна свој пут. То је пут на којем ће се сусрести сви учесници филма на пустом аутопуту.

## Улоге
| Глумац            | Улога                     |
| ----------------- | ------------------------- |
| Мики Манојловић   | Др Филип Костић           |
| Лазар Ристовски   | Старији водник Рас        |
| Бранко Ђурић Ђуро | Осумњичени                |
| Богдан Диклић     | Млађи водник Кос          |
| Ирена Мичијевић   | Марија Деклева            |
| Ана Софреновић    | Др Ана Костић             |
| Милорад Мандић    | Полицајац на мотору       |
| Раде Марковић     | Старији доктор            |
| Оливера Марковић  | Баба на гробљу            |
| Милан Гутовић     | Свештеник                 |
| Петар Краљ        | Доктор (на месту несреће) |
| Ненад Јездић      | Дилер дроге Кики          |

## Награде
- Врњачка Бања: Трећа награда за сценарио.[4]